# Erster Anglo-Birmanischer Krieg

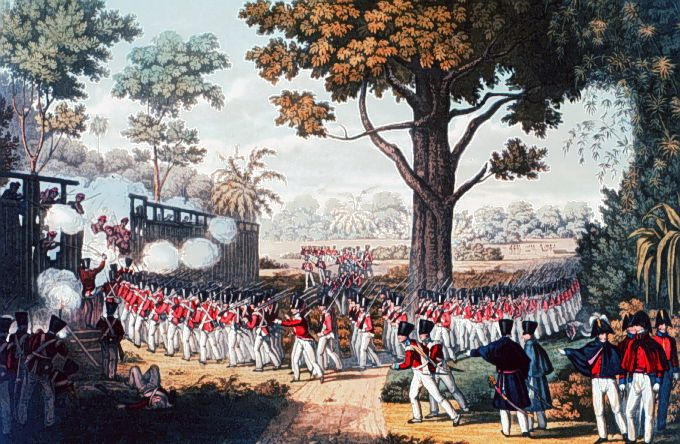
Sturm auf Kemmendine 1824

Im Ersten Britisch-Birmanischen Krieg in den Jahren 1824 bis 1826 unterlag Birma der Britischen Ostindien-Kompanie und musste Assam, Manipur, Arakan und Tenasserim abtreten.

## Hintergrund
Das birmanische Königreich verfolgte eine Politik der Expansion, auf Kosten der kleineren Staaten Assam, Manipur, Arakan und Cachar. 1784 eroberten birmanische Truppen Arakan und verschleppten Einwohner als Zwangsarbeiter nach Birma. Daraufhin flohen 1798 mehrere zehntausend Arakaner nach Indien. Der birmanische Königshof betrachtete die Geflohenen als abtrünnige Leibeigene. 1819 plünderten die Birmanen in Manipur und Cachar, 1822 eroberten birmanische Truppen Assam. 1823 griffen birmanische Truppen eine britische Stellung an.
Die Britische Ostindien-Kompanie schloss wegen des Vordringens Birmas ein Schutzabkommen mit Manipur ab. Dies führte nach fehlgeschlagenen Verhandlungen mit Birma 1824 zur britischen Kriegserklärung.

## Verlauf
Die militärischen Gegenoperationen begannen am 5. März 1824. Oberst Archibald Campbell führte den Oberbefehl. Die britischen Truppen waren den Birmesen durch ihre Artillerie zu Land und zur See deutlich überlegen. Allerdings ergaben sich durch das Terrain große Probleme mit dem Nachschub und mit Tropenkrankheiten. Die birmesische Zivilbevölkerung floh vor den britischen Truppen, so konnten diese keine Lebensmittel plündern.
Die birmanischen Soldaten wurden in den zwei folgenden Jahren unter hohen Verlusten aus Assam, Arakan und Manipur verdrängt. Am 24. Februar 1826 musste König Bagyidaw von Birma den Vertrag von Yandaboo unterzeichnen und Assam, Manipur, Arakan sowie Tenasserim an die Briten abtreten.

## Folgen
John Crawfurd, der erste britische Gesandte nach dem Krieg, konnte anschließend weder einen Handelsvertrag zustande bringen, noch den Austausch von Regierungsvertretern zwischen den Hauptstädten Ava und Kalkutta vereinbaren. Erst sein charmanter Nachfolger, Major Henry Burney, brachte den König dazu, eine englische Vertretung zu akzeptieren. Sein größtes Verdienst war wohl die Beilegung des Streits zwischen Manipur und Birma um das Tal von Kabaw, das er Birma zuschlug.
In Großbritannien wurde der Krieg militärisch als Erfolg, politisch jedoch als Misserfolg gewertet, da die Territorialgewinne als finanzielle Bürde angesehen wurden. Mit der zunehmenden Expansion des britischen Weltreichs änderte sich diese Einstellung, und 1852 kam es zum Zweiten Anglo-Birmanischen Krieg.